# Picadero Jockey Club
Picadero Jockey Club ou Picadero Damm est un ancien club omnisports espagnol basé à Barcelone. Fondé en 1951, le club connait des difficultés financières au début des années 1970 ce qui le contraint à fermer plusieurs sections avant de définitivement disparaître en 1989.
Le club possédait notamment des sections baseball, basket-ball, handball, volley-ball..

## Palmarès

### Baseball
- Coupe d'Europe (2) : 1963 et 1968.
- Championnat d'Espagne (3) : 1957, 1962 et 1964.

### Basket-ball
Section masculine
- Coupe du Roi (2) : 1964, 1968

Section féminine
- Championnat d'Espagne (6) : 1975, 1976, 1978, 1980, 1981, 1983
- Coupe de la Reine (6) : 1973, 1975, 1978, 1979, 1980, 1983

### Handball
Section féminine
- Championnat d'Espagne (5) : 1964, 1965, 1966, 1967, 1970

### Volley-ball
Section masculine
- Championnat d'Espagne (2) : 1965, 1966
- Coupe du Roi (2) : 1963, 1965